# Antonio Cruz
Antonio ("Tony") Cruz (født 31. oktober 1971) er en tidligere amerikansk professionel cykelrytter. Han stoppede sin karriere i 2009, hvor han cyklede for det professionelle cykelhold BMC Racing Team.